# Liotryphon pronotalis
Liotryphon pronotalis là một loài tò vò trong họ Ichneumonidae.